# Ilakaka (Andohanilakaka)
Ilakaka, officiellement Andohanilakaka est une commune rurale de Madagascar, située dans le district d'Ihosy, dans la région Ihorombe. La petite ville d'Andohanilakaka s'est développée très vite à l'image des villes d'Amazonie qui exploitent des mines de pierres précieuses. Les habitants sont attirés par ces mines à ciel ouvert et essayent d'améliorer leur quotidien.

## Géographie
Andohanilakaka est située à 735 km au sud de Antananarivo, à la lisière du parc national de l'Isalo. Elle est située au bord de la Route nationale 7 qui relie Antananarivo à Toliara en passant par Fianarantsoa, au sud-ouest de Madagascar. La ville se trouve à 218 km de Tuléar, 26 km de Ranohira et 84 km de Sakaraha.

## Histoire
Depuis 1998, après la découverte d’un important gisement de saphir qui est considéré par les experts comme le plus gros gisement au monde, autrefois petite bourgade paysanne, elle s’est transformée en une ville digne du far-west, victime de la fièvre du saphir, avec ses milliers de personnes venues tenter leur chance, ses baraques-champignons, ses bars, ses maisons closes et ses règlements de comptes.
Cette fièvre a gagné tout le pays et chaque jour des centaines de personnes affluent dans la région pour tenter leur chance.
Le gouvernement a décrété un couvre-feu à 21 heures, pour réduire l'insécurité dans la ville.
Andohanilakaka n'a obtenu le statut de commune qu'en 2015, année avant laquelle elle faisait partie de la commune de Ranohira.

## Démographie
La ville a explosé avec le flot incessant de nouvelles personnes. En 2018, la commune comptait 33 002 habitants. Les chiffres peuvent vite changer à cause des va-et-vient incessants. On y trouve des immigrants provenant de toutes les parties de l'île.

## Administration
La commune d'Andohanilakaka se situe dans le district d'Ihosy, dans la région Ihorombe et dans la province de Fianarantsoa. La commune est subdivisée en 10 fokontany.

## Économie
L'économie locale est centrée sur l'exploitation du saphir ; de nombreuses échoppes d'acheteurs de saphir se trouvent le long de la Nationale 7. Les acheteurs, pour beaucoup originaires du Sri Lanka ou de la Thaïlande, exportent ensuite les saphirs pour les tailler et les revendre sur le marché asiatique. Certains mineurs accusent ces acheteurs de s'entendre pour acheter au prix le plus bas, forçant les mineurs à vendre leurs pierres pour des prix très faibles, pour en tirer ensuite plus de profit.
La tourmaline est exploitée par des personnes très modestes, souvent de père en fils, qui espèrent devenir riches.

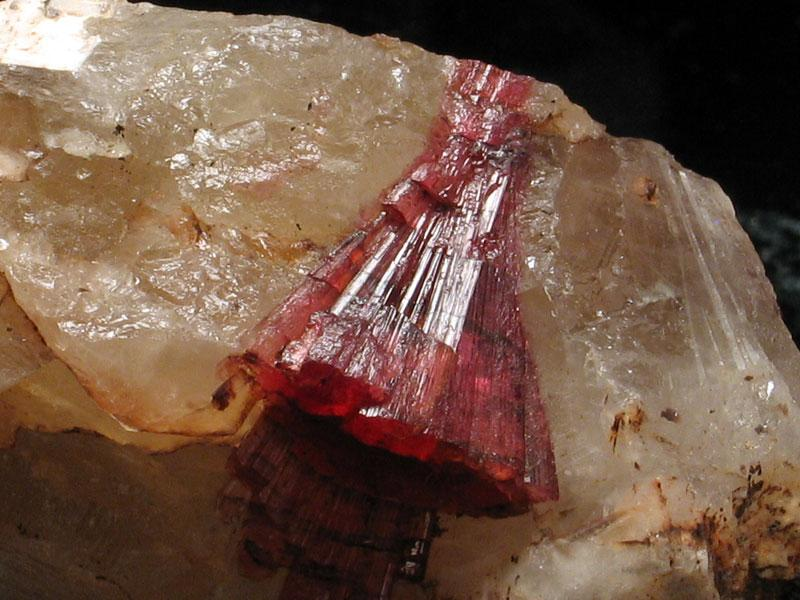
Tourmaline sans sa roche.

## Environnement et infrastructure
De petites parcelles non officielles çà et là avec des puits, des galeries dans lesquels s'engouffrent des hommes au risque de leur vie afin de trouver des veines de filon. Le paysage est déformé par ces exploitations.
Les baraques de tôles qui s'entassent tout autour ou sur des exploitations ne bénéficient pas d'eau, ni d'électricité et il y a très peu de routes goudronnées.

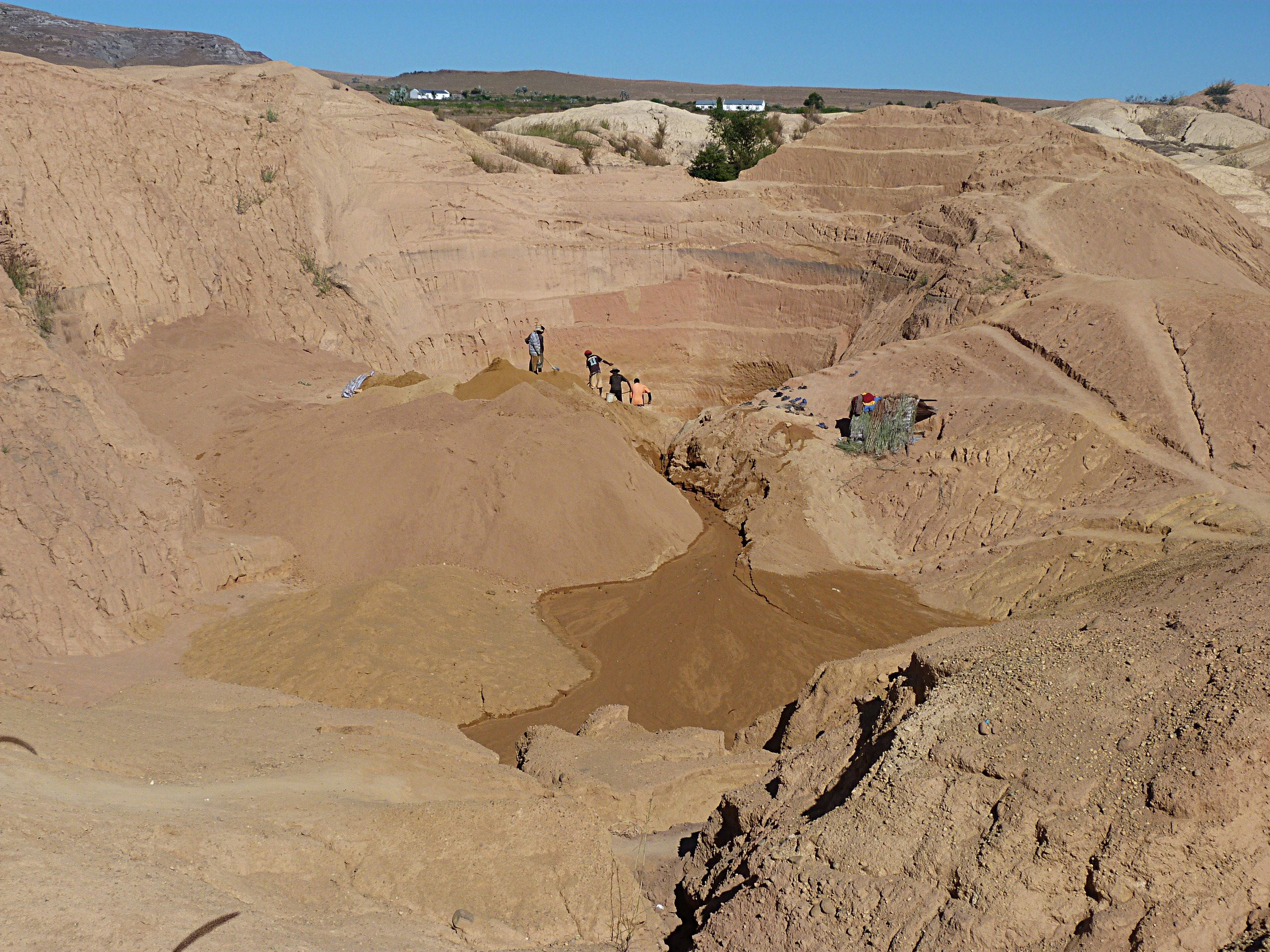
Mines à ciel ouvert
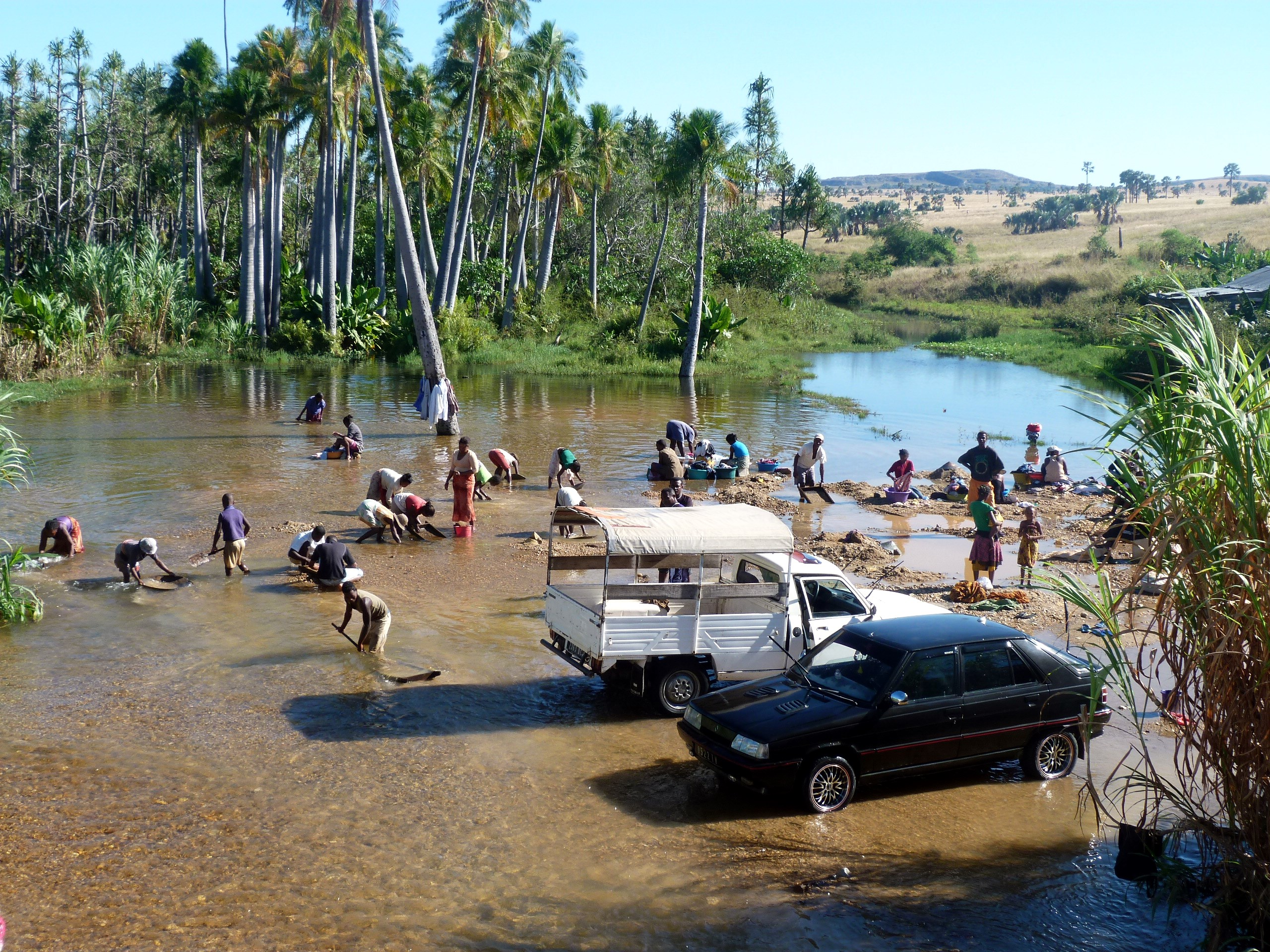
Prospecteur de pierres précieuses
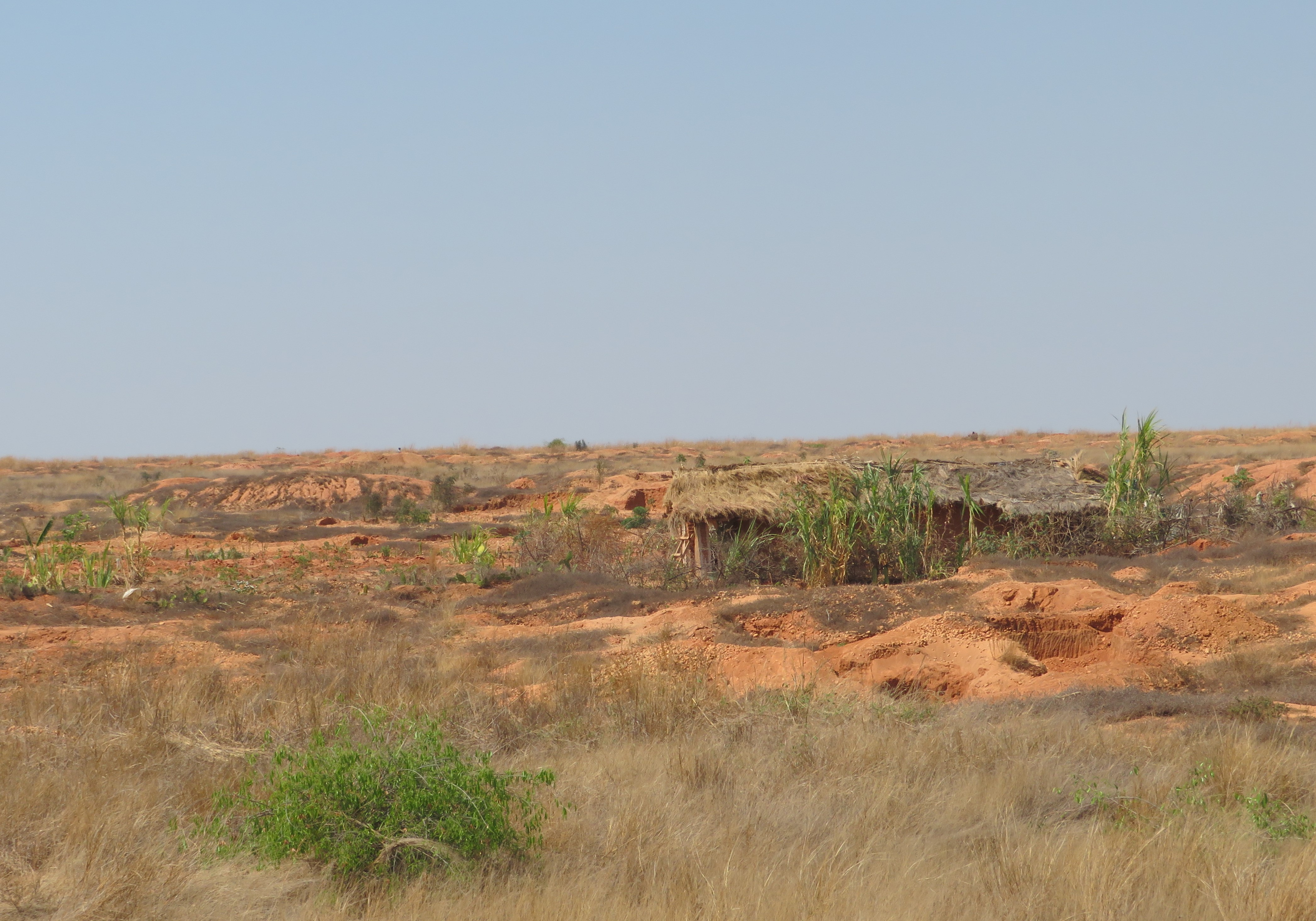
Baraques des mineurs à Ilakaka et paysage déformé
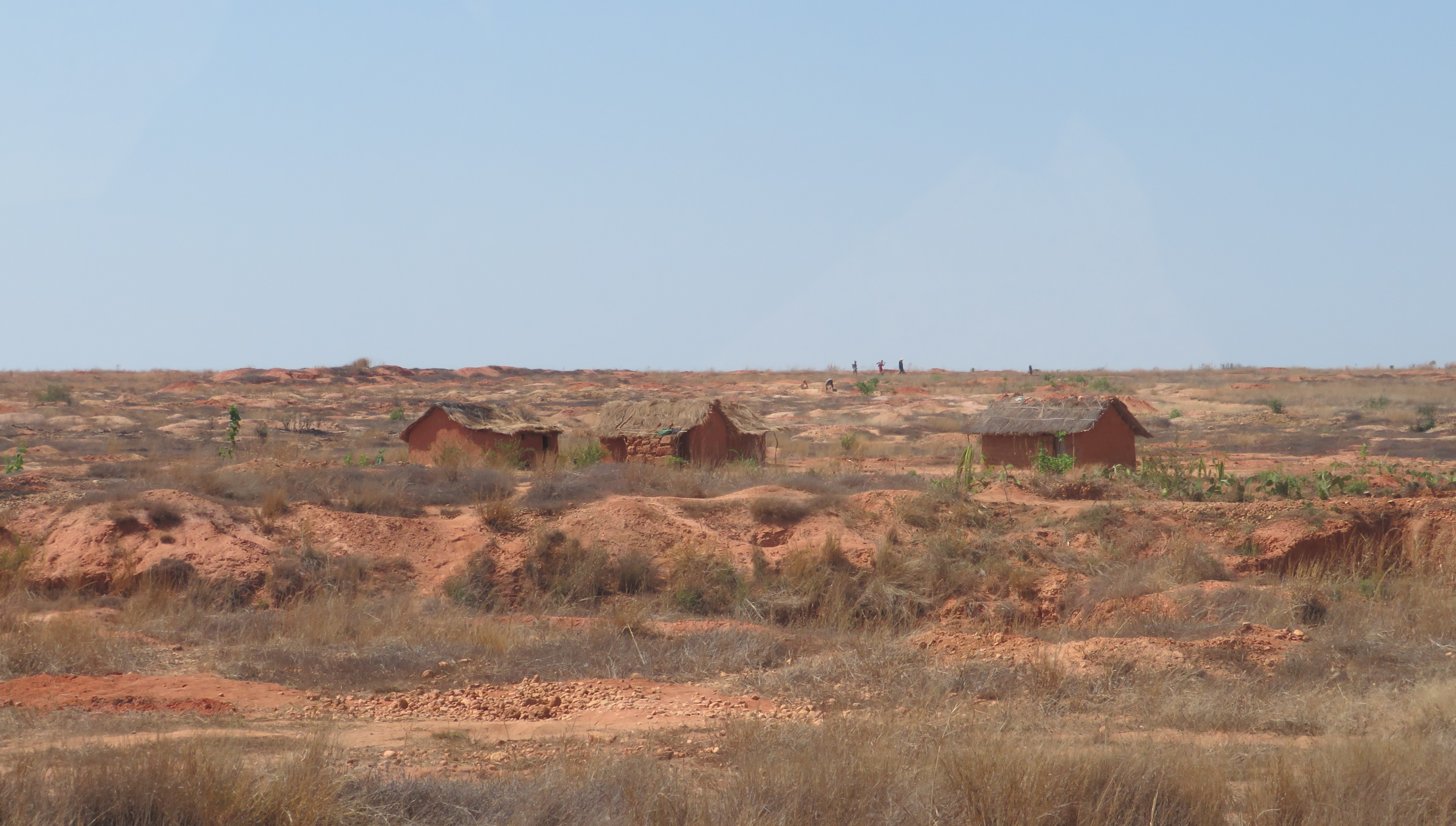
Baraques des mineurs à Ilakaka et paysage déformé